# 桃江県
桃江県（とうこう-けん）は中華人民共和国湖南省益陽市に位置する県。

## 行政区画
- 鎮：修山鎮、鸕鶿渡鎮、石牛江鎮、牛田鎮、松木塘鎮、桃花江鎮、灰山港鎮、武潭鎮、馬迹塘鎮、三堂街鎮、大栗港鎮、沾渓鎮、高橋鎮
- 郷：浮丘山郷
- 民族郷：鮓埠回族郷